# Spontaneous (película)
Spontaneous es una película de fantasía de ciencia ficción estadounidense, escrita y dirigida por Brian Duffield, en su debut como director. Está protagonizada por Katherine Langford, Charlie Plummer, Hayley Law, Piper Perabo, Rob Huebel e Yvonne Orji.

## Argumento
Durante una clase de cálculo de último año en Covington High, la estudiante de último año Katelyn Ogden explota inexplicablemente, rociando de sangre a los estudiantes de los alrededores y al aula. La policía detiene a la clase durante una investigación, pero además de descartar un ataque, no puede determinar la causa de la explosión.
Durante la custodia, la estudiante de último año Mara Carlyle le sugiere a la clase que podría volver a suceder, un sentimiento que sus compañeros se toman en serio. Posteriormente, una persona desconocida le envía un mensaje de texto, afirmando haber estado enamorado de ella durante varios años: Mara le pide rápidamente al mensaje de texto que no envíe una foto de la polla, a lo que la persona responde con una imagen de Ricardo Nixon.
Después del funeral de Katelyn, Mara se droga con hongos de psilocibina comprados a los comerciantes de la escuela, Jenna y Joe Dalton, y va a tomar el té con su mejor amiga Tess;  su compañero de estudios, Dylan, se acerca a la pareja y se revela como el mensajero de texto desconocido que está enamorado de Mara. Dylan explica cómo había comenzado a pensar en la vida y lo rápido que podría terminar, y al escuchar la sugerencia de Mara de que el incidente se repetía, se dio cuenta de que necesitaba actuar.
Comienzan a verse y asisten a un partido de fútbol de la escuela y a una fiesta en casa, aunque cada uno se interrumpe cuando un atleta, Perry Love, y el servidor de bebidas, Cranberry Bollinger, explotan, respectivamente, lo que hace que los asistentes entren en pánico. Las clases se cancelan por un tiempo y la gente comienza a apodar las explosiones como "La maldición de Covington". Los incidentes atraen la atención de numerosas agencias gubernamentales, quienes ubican a la agente del FBI Carla Rosetti en el caso; ella recluta a Mara y Tess como ayuda.
Mientras investiga la posible participación de las drogas, Mara da un paseo con los traficantes de la escuela, los gemelos Dalton; explotan y el auto choca. Dylan llega y consuela a Mara aturdida, antes de que lleguen los agentes federales con trajes de protección y los detengan. Toda la clase de último año se pone en observación mientras el gobierno diseña una píldora "Botón de repetición" para "curar" a los estudiantes, durante la cual explotan varios estudiantes. Al darse cuenta de que deberían vivir como si cada día pudiera ser el último, Mara y Dylan continúan viéndose, siguiendo un estilo de vida hedonista; tienen sexo y bailan música de los 80 en un antiguo granero.
La escuela se reanuda para la clase de último año, aunque la gente del pueblo comienza a temer a los estudiantes y la agente Rosetti, sin darse cuenta, le admite a Mara que es posible que las explosiones aún no hayan terminado. Mientras demostraba la supuesta eficacia de la píldora en un seminario escolar, un estudiante explota, provocando una reacción en cadena de explosiones en el aula. Docenas de estudiantes explotan durante el alboroto que sigue, mientras que Mara y Dylan son separados por la mafia en una lucha por escapar del edificio. Mara sale por una entrada lateral con facilidad y se reúne con Dylan, quien le dice que está contento de que ella todavía esté aquí y luego explota, hiriendo a Mara en el proceso.
Tras la muerte de Dylan, Mara, abatida, recurre al alcohol y, en las semanas siguientes, se pelea borracha con sus padres y Tess, además de romper accidentalmente la ventanilla del coche de la agente Rosetti con una botella robada de whisky. Mara también lee los comentarios de los estudiantes en línea que especulan que ella podría ser la maldición de Covington, ya que estuvo presente en la escena de cada explosión. En la ceremonia combinada de graduación y baile de graduación, Mara se reconcilia con Tess, quien revela que se va de la ciudad a una casa en la playa esa noche y la invita a venir. Creyendo que ella misma es la maldición, Mara se disculpa casualmente con los asistentes por causar las explosiones, pero otros intervienen y se responsabilizan por problemas personales circunstanciales. Al salir del evento, Mara visita la tumba de Dylan y tiene una conversación sincera con su madre, quien la convence de seguir adelante con su vida. Mara se disculpa con sus padres y recupera la sobriedad.
Después del alboroto, la siguiente píldora "Snooze Button" parece ser efectiva y las explosiones se detienen de manera anticlimática, dejando muertos a 31 estudiantes en la clase superior. Covington High está cerrado por las autoridades y programado para su demolición.  Mara toma posesión de la furgoneta de leche de Dylan y, con la bendición de sus padres, se muda a la casa de la playa con Tess, como tenían la intención de hacer desde la infancia. La película termina con Mara diciéndoles a los espectadores que disfruten de la vida mientras dure, como "¿Qué otra mierda puedes hacer?"

## Elenco
- Katherine Langford como Mara Carlyle
- Charlie Plummer como Dylan
- Hayley Law como Tess McNulty
- Piper Perabo como Angela
- Rob Huebel como Charlie
- Yvonne Orji como Agente Rosetti
- Laine MacNeil como Jenna Dalton
- Clive Holloway como Joe Dalton
- Bzhaun Rhoden como Harper
- Chris Shields
- Chelah Horsdal como Denise

## Producción
En junio de 2016, se anunció que Awesomeness Films había adquirido los derechos de la película, con un guion de Brian Duffield, basado en la novela del mismo nombre de Aaron Starmer . Brian Robbins y Matt Kaplan producirán bajo el estandarte, mientras que Nicki Cortese producirá bajo su estandarte de Jurassic Party Productions. En diciembre de 2017, Katherine Langford se incorporó al elenco de la película.
En enero de 2018, Charlie Plummer y Hayley Law se unieron al elenco de la película. En febrero de 2018, Piper Perabo, Rob Huebel, Yvonne Orji, Laine MacNeil, Clive Holloway, Bzhaun Rhoden y Chris Shields se unieron al elenco de la película.
El rodaje comenzó en enero de 2018.